# Agrotis fuerteventurensis
Agrotis fuerteventurensis là một loài bướm đêm trong họ Noctuidae.